# دوکلام
دوکلام (به تبتی: འབྲོག་ལམ، ویلی: بروگ لام، THL: درک لام)، که چین آن را دونگلانگ (به چینی: 洞朗) می‌نامند، منطقه‌ای در بوتان با فلات بلند و دره‌ای است که بین دره‌های چومبی تا چین قرار دارد.
از سال ۱۹۶۱ به عنوان بخشی از بوتان در نقشه‌های بوتان به تصویر کشیده شده است، اما چین نیز ادعای آن را دارد. این اختلاف با وجود چندین دور مذاکرات مرزی بین بوتان و چین حل نشده است. این منطقه برای هر سه کشور از اهمیت استراتژیک برخوردار است.
در ژوئن ۲۰۱۷ یک بن‌بست نظامی بین چین و هند رخ داد، زیرا چین تلاش کرد جاده‌ای را در فلات دوکلام به سمت جنوب در نزدیکی گذرگاه دوکا لا گسترش دهد و نیروهای هندی برای جلوگیری از ساخت و ساز بیشتر جاده وارد آن شدند. هند مدعی شد که از طرف بوتان که با آن «رابطه ویژه» دارد، عمل کرده است.  بوتان رسماً با ساخت جاده چین در منطقه مورد مناقشه مخالفت کرده است.